# Loxophlebia socorrensis
Loxophlebia socorrensis är en fjärilsart som beskrevs av Paul Dognin 1911. Loxophlebia socorrensis ingår i släktet Loxophlebia och familjen björnspinnare. Inga underarter finns listade i Catalogue of Life.